# O Rap do Pequeno Príncipe Contra as Almas Sebosas
O Rap do Pequeno Príncipe Contra as Almas Sebosas é um documentário brasileiro. Lançado em 31 de agosto de 2000, por Paulo Caldas e Marcelo Luna exibem uma linguagem ousada para o gênero do documentário ao utilizarem elementos da linguagem de ficção.

## Documentário
Paulo Caldas é diretor e roteirista de cinema, televisão e publicidade, estreou em 1997, com o filme Baile perfumado, que se tornou um clássico do cinema brasileiro contemporâneo, premiado em diversos festivais, sucesso de crítica e público. Em 2000, realizou, ao lado de Marcelo Luna, o documentário O Rap do Pequeno Príncipe contra as Almas Sebosas, que participou da seleção oficial do Festival de Veneza, representou o Brasil no Festival de Havana, onde levou o prêmio Grand Coral de Melhor Documentário. Participou também do Festival de Cinema de Cuiabá, vencendo na categoria de Melhor Direção, e da  Jornada Internacional de Cinema da Bahia, onde obteve o Prêmio Glauber Rocha.
O longa de Caldas é um registro histórico da juventude e da cultura urbana da capital pernambucana. Conta a história de Garnizé e Helinho: dois personagens reais, moradores de Camaragibe, uma das áreas periféricas mais pobres do Brasil, na Região Metropolitana do Recife, um desses lugares onde "a polícia não entra, o Estado não atua", e a sociedade prefere esquecer.
O Pequeno Príncipe do título é o codinome de Helinho, um justiceiro acusado de matar 65 bandidos no município de Camaragibe. Helinho é querido pela comunidade por eliminar as almas sebosas - expressão local que designa os indivíduos que fazem mal às pessoas, os indesejados que "merecem morrer para que a paz na comunidade seja garantida". Garnizé, 26 anos, é baterista da banda de rap Faces do Subúrbio, militante político, admirador de Che Guevara, Malcolm X e Zumbi. Líder comunitário em Camaragibe, vê na educação a solução para os problemas do seu meio e, na música, um caminho para conscientização das pessoas e mudança da sua realidade. Helinho e Garnizé se conheciam. Garnizé fora assaltado numa das encruzilhadas de Camaragibe. No dia seguinte, a alma sebosa já tinha sido despachada. Helinho tinha providenciado a aplicação da "justiça" porque era admirador do músico. Ganhou a gratidão eterna de Garnizé.

## Prêmios e Indicações
| Ano  | Prêmio                                   | Categoria                                 | Indicação                   | Resultado | Ref.  |
| ---- | ---------------------------------------- | ----------------------------------------- | --------------------------- | --------- | ----- |
| 2000 | Festival de Cinema de Cuiabá             | Prêmio Coxiponé - Melhor Direção          | Paulo Caldas e Marcelo Luna | Venceu    |       |
| 2000 | Havana Film Festival                     | Grand Coral - Second Prize (Documentário) |                             | Venceu    |       |
| 2000 | Jornada Internacional de Cinema da Bahia | Prêmio Glauber Rocha                      |                             | Venceu    | [ 8 ] |